# Санта Кроче Кјеза
Санта Кроче Кјеза је насеље у Италији у округу Модена, региону Емилија-Ромања.
Према процени из 2011. у насељу је живело 109 становника. Насеље се налази на надморској висини од 31 м.